# Henry Dunant-medaljen
Henry Dunant-medaljen är en internationell utmärkelse som delas ut av Röda Korset. Den är uppkallad efter Röda Korsets grundare, nobelpristagaren Henry Dunant.
Medaljen instiftades 1965 och delades ut för första gången 1969. Den är avsedd att belöna enastående humanitära insatser av medlemmar av Röda Korset och Röda Halvmånen-rörelserna, särskilt sådana som bär internationell betydelse och utförs under riskfyllda förhållanden. Den kan även tilldelas postumt.
Medaljen delas ut vartannat år och antalet mottagare vid varje enskilt tillfälle brukar inte överstiga fem.